# Sinfonía n.º 6 (Boccherini)
La Sinfonía en re menor G.506 (número en la catalogación elaborada por Yves Gérard el siglo pasado), compuesta en 1771, conocida también como La casa del Diablo (La casa del Diavolo) es una de las composiciones más conocidas de Luigi Boccherini. El autor presenta en esta obra música ya usada en otras de sus propias piezas e incluyó así mismo material del famoso ballet Don Juan de Christoph Willibald Gluck. Este último aparece en el manuscrito de la obra señalando Nella casa del diavolo, como también es conocida esta sinfonía.
Boccherini escribió gran cantidad de Música de cámara (Más de cien quintetos y otros cuartetos de cuerdas además de tríos, sonatas y piezas en otros géneros) y su repertorio para orquesta incluye cerca de 30 sinfonías y conciertos. De no haber sido por Yves Gérard, la obra de Boccherini estaría hoy en día prácticamente desaparecida. Gracias a esto, hoy sabemos que Luigi Boccherini dio un impulso importante a la música de cámara.
Habiendo sido el máximo virtuoso del violonchelo de su época, las partes que escribió para ese instrumento presentan un desarrollo y una dificultad sin precedentes en la historia de la música. Su obra siguió en parte el estilo marcado por Joseph Haydn, cortesano y galante, al mantenerse apartado de los más importantes centros musicales europeos.